# Kautra

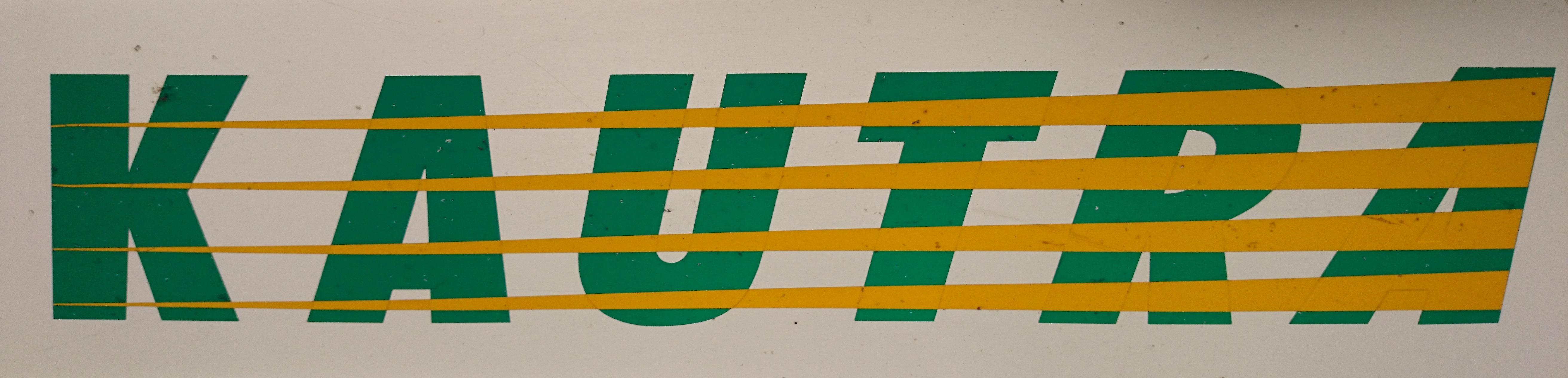
Logo

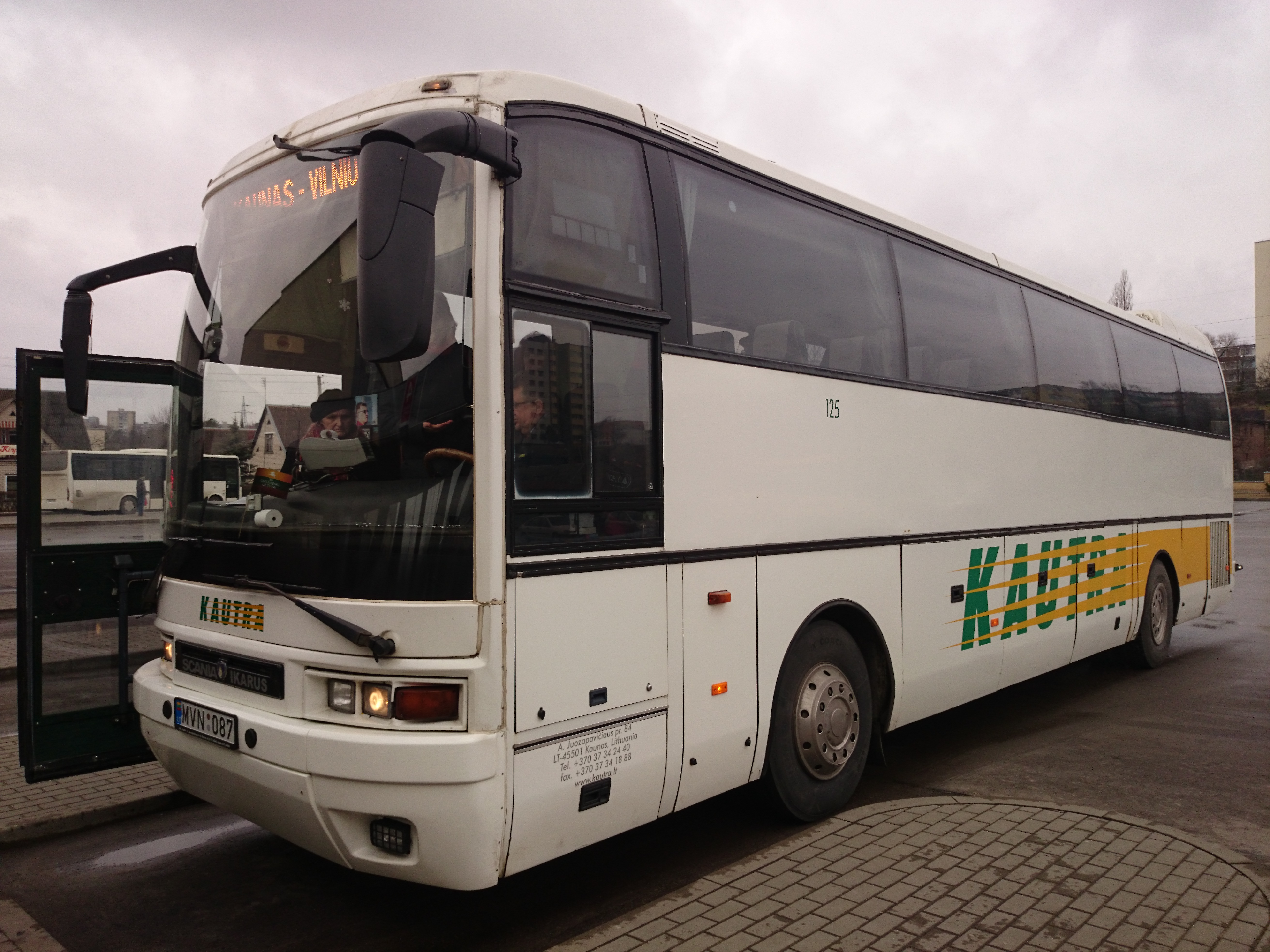
„Kautra“-Bus

UAB Kautra (abgeleitet von Kaunas + Transport) ist ein Busunternehmen in der zweitgrößten litauischen Stadt Kaunas, eines der größten Verkehrsunternehmen in Litauen. Es hat einige Filialen (Alytus, Druskininkai, Prienai) und Tochterunternehmen (wie UAB „Kautra Cargo“ und andere). Kautra beschäftigt fast 690 Mitarbeiter und wird vom Direktor Linas Skardžiukas geleitet.

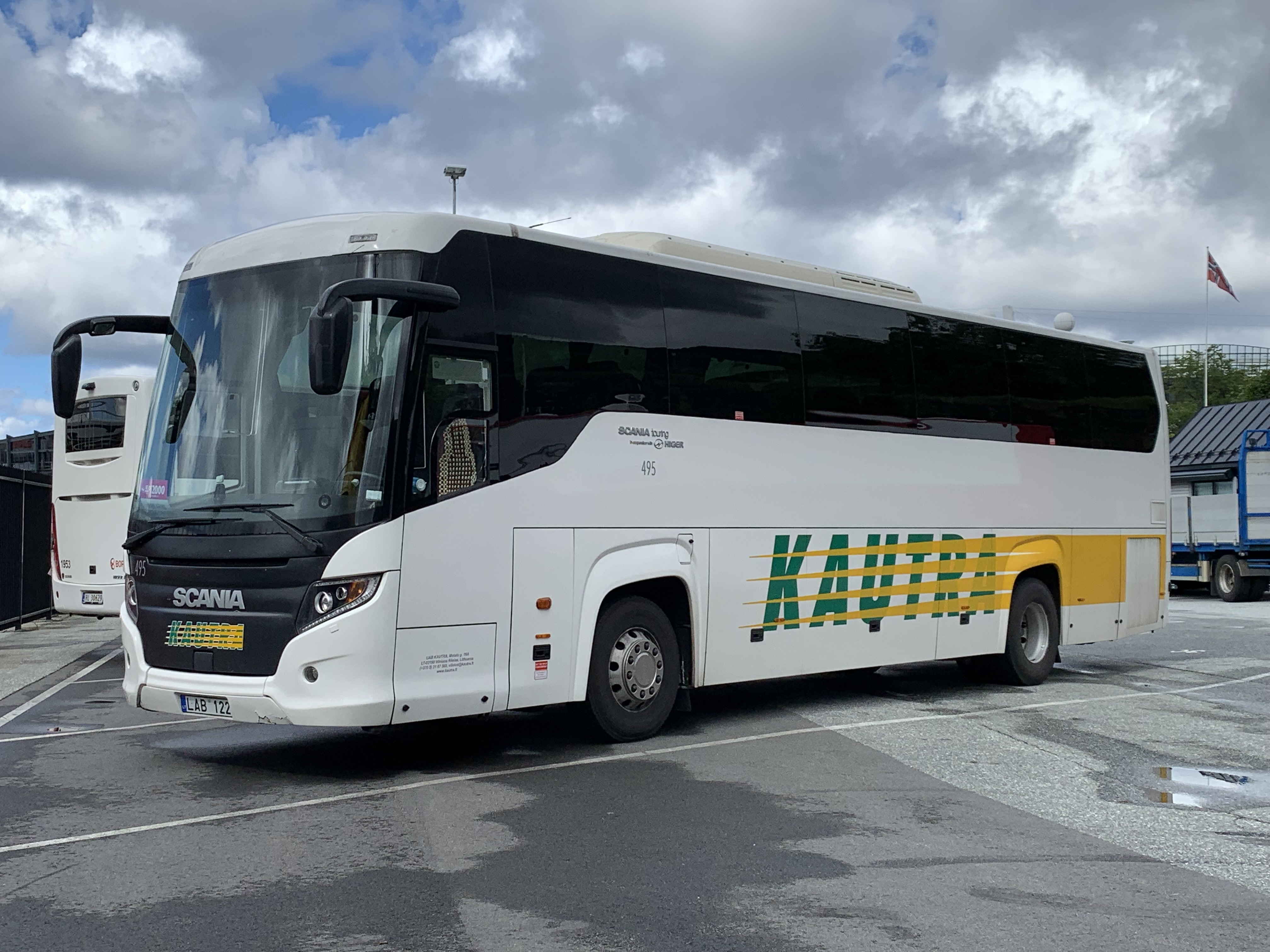
„Kautra“-Bus, Bergen (Norwegen).

## Geschichte
Am 8. Februar 1934 wurde das erste Busunternehmen in Kaunas gegründet. Ab 1947 gab es zwei Busse Kaunas–Šiauliai. Das heutige Unternehmen wurde am 10. Dezember 1990 registriert. Am 11. April 1995 wurde das kommunale Verkehrsunternehmen zu UAB „Kautra“ laut Verordnung von Stadtgemeinde Kaunas reorganisiert. 2009 wurde UAB „Kautra“ als „Litauischer Beförderer des Jahres“ („Lietuvos metų vežėjo 2009“) unter litauischen Transportunternehmen ausgezeichnet.